# لنتواریس
لنتواریس (به لهستانی: Landwarów) در لیتوانی با جمعیت ۱۱٬۸۳۲ نفر است که در Trakai district municipality واقع شده‌است.